# Jüdischer Friedhof (Nieder-Ingelheim)

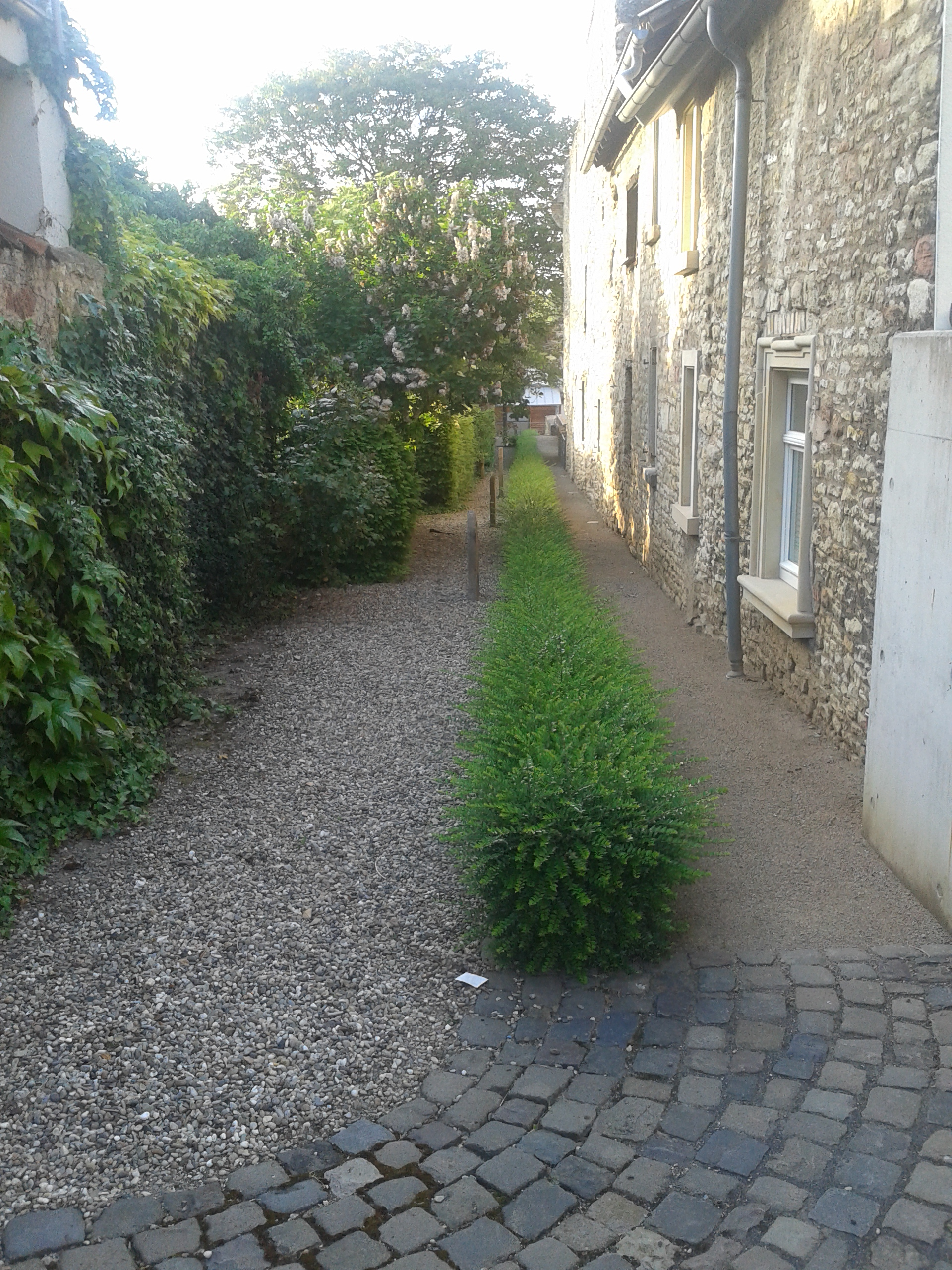
Jüdischer Friedhof in Nieder-Ingelheim

Der Jüdische Friedhof in Nieder-Ingelheim, einem Stadtteil von Ingelheim am Rhein im Landkreis Mainz-Bingen in Rheinland-Pfalz, wurde vermutlich seit etwa 1688 belegt. Der jüdische Friedhof liegt an der Straße Im Saal im Bereich der westlichen Außenmauer der Kaiserpfalz. Er ist ein geschütztes Kulturdenkmal.
In der Zeit des Nationalsozialismus wurden die Grabsteine zum Friedhof an der Hugo-Loersch-Straße gebracht. 2002 wurden sie wieder auf dem alten Friedhofsgrundstück aufgestellt. Der älteste Grabstein stammt aus dem Jahr 1726. 

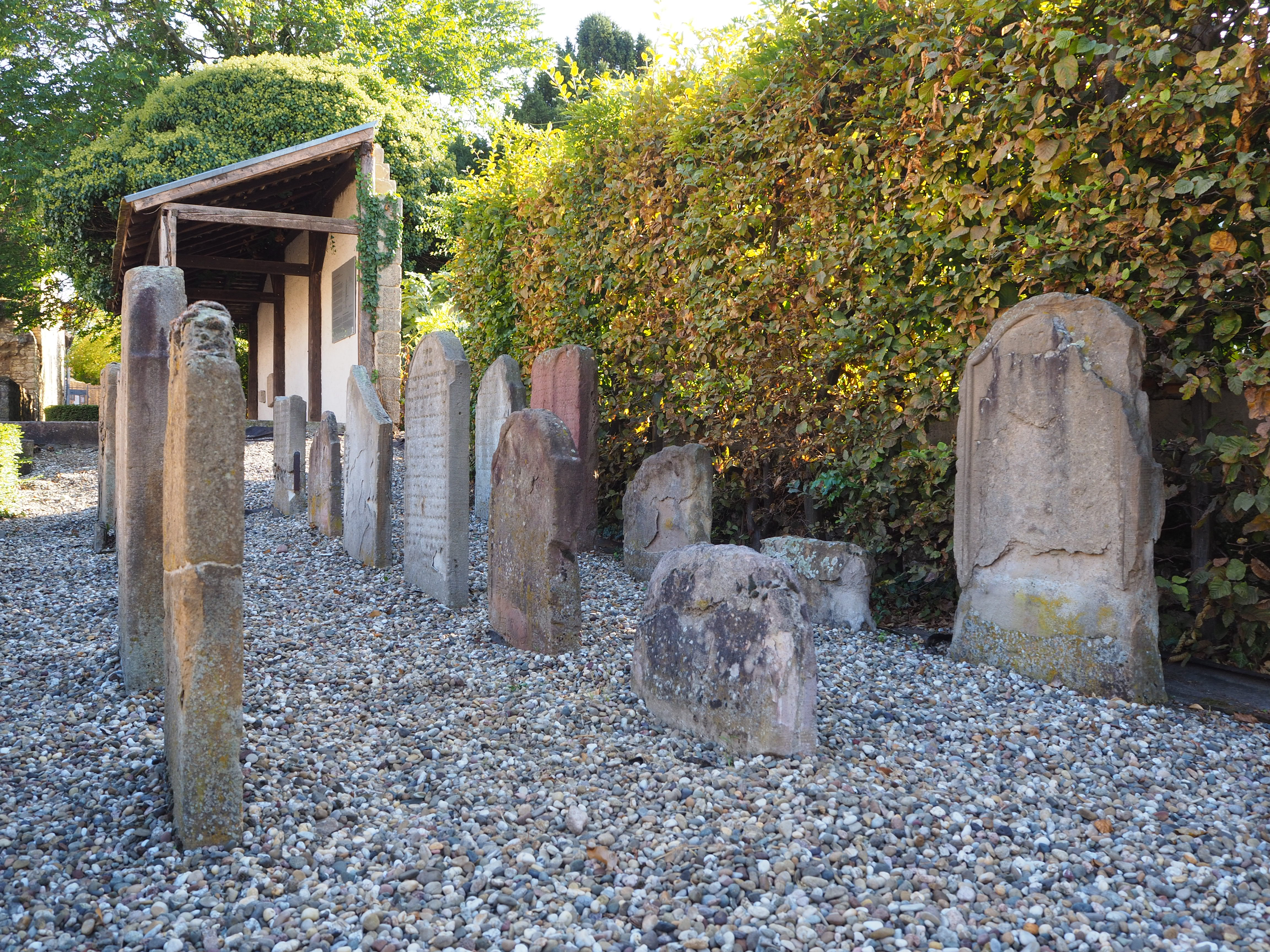
Jüdischer Friedhof in Nieder-Ingelheim, Blick von Aula Regia